# Chueca
Chueca er et kvarter i Spaniens hovedstad Madrid.
Kvarteret har sit navn efter en arkitekt der fik lov at tegne hele kvarteret da det skulle anlægges. Senere hen er der naturligvis sket væsentlige forandringere i bebyggelsen.
Kvarteret var i 1980'erne sammen med nabokvarteret Malasaña centrum for den såkaldte madrilenske Movida – Spaniens punkbevægelse. Det er blandt andet i denne bevægelse den nu veletablerede spanske filmskaber Pedro Almodóvar har sit udspring.
Op gennem 1990'erne blev kvarteret stadig mere dekadent med tilstrømning af mange narkomaner og blev et udpræget kriminelt område. I de seneste år er kvarteret dog blomstret op som et sted, hvor især unge og homoseksuelle mødes med barer og diskoteker.
40°25′18″N 3°41′53″V / 40.421666666667°N 3.6980555555556°V